# Spider-Man: Poprzez multiwersum
Spider-Man: Poprzez multiwersum (oryg. Spider-Man: Across the Spider-Verse) – animowany komputerowo fantastycznonaukowy film akcji, na podstawie serii komiksów Marvela o Milesie Moralesie / Spider-Manie. Reżyserami filmu byli Joaquim Dos Santos, Kemp Powers i Justin K. Thompson, a scenarzystami Phil Lord, Christopher Miller i David Callaham. W oryginalnej wersji językowej głosów postaciom użyczyli: Shameik Moore, Jake Johnson, Hailee Steinfeld, Brian Tyree Henry, Lauren Vélez, Oscar Isaac, Issa Rae i Jason Schwartzman.
W Stanach Zjednoczonych i w Polsce Poprzez multiwersum zadebiutował 2 czerwca 2023 roku. Jest on kontynuacją filmu Spider-Man Uniwersum z 2018 roku. Ponadto zapowiedziany został trzeci film z serii, Spider-Man: Beyond the Spider-Verse.

## Obsada
- Shameik Moore jako Miles Morales / Spider-Man, nastolatek z Brooklynu, który zyskuje pajęcze zdolności w wyniku ugryzienia przez genetycznie zmodyfikowanego pająka[1].
- Jake Johnson jako Peter B. Parker / Spider-Man, mentor Milesa Moralesa, który jest Spider-Manem z innego uniwersum[2].
- Hailee Steinfeld jako Gwen Stacy / Spider-Gwen, superbohaterka posiadająca pajęcze zdolności[1].
- Brian Tyree Henry jako Jefferson Davis, ojciec Milesa, policjant[3].
- Lauren Vélez jako Rio Morales, matka Milesa, pielęgniarka[3].
- Oscar Isaac jako Miguel O'Hara / Spider-Man 2099, alternatywna wersja Spider-Mana, podchodząca z przyszłości[4].
- Issa Rae jako Jess Drew / Spider-Woman, kobieta posiadająca pajęcze zdolności[1].
- Karan Soni jako Pavitr Prabhakar / Spider-Man India[5]
- Daniel Kaluuya jako Hobie Brown / Spider-Punk[5]
- Jason Schwartzman jako Spot, złoczyńca, którego ciało pokryte jest portalami do różnych wymiarów[6].

W wersji oryginalnej głosów użyczyli również: Rachel Dratch jako doradczyni zawodowa w szkole Moralesa; Shea Whigham jako George Stacy, kapitan policji i ojciec Gwen oraz Jorma Taccone jako Vulture, kryminalista.

## Produkcja

### Rozwój projektu

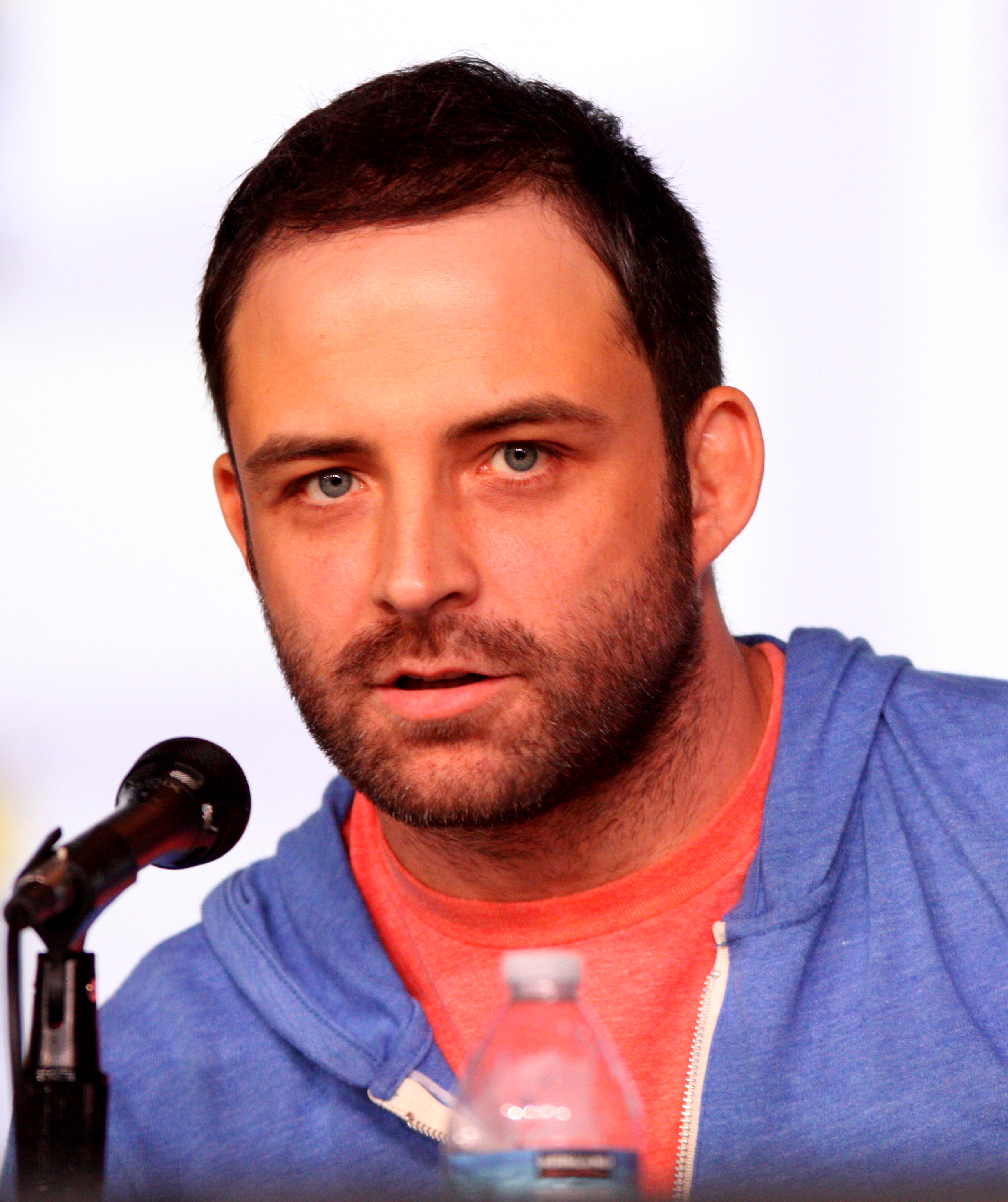
Joaquim Dos Santos, jeden z reżyserów filmu

Pod koniec listopada 2018 roku, jeszcze przed premierą filmu Spider-Man Uniwersum, ujawniono, że Sony Pictures Animation rozpoczęło przygotowania do kontynuacji w reżyserii Joaquima Dos Santosa i ze scenariuszem Davida Callahama. Poinformowano również, że Amy Pascal ma powrócić jako producentka, natomiast Phil Lord, Christopher Miller, Avi Arad i Christina Steinberg mają również być zaangażowani w projekt. Sony Pictures oficjalnie zapowiedziało film w listopadzie 2019 roku z premierą zapowiedzianą na 8 kwietnia 2022 roku. Potwierdzono również, że Lord i Miller powrócą jako producenci. W kwietniu 2020 roku amerykańską premierę przeniesiono na 7 października 2022 roku wskutek pandemii COVID-19.
W lutym 2021 roku poinformowano, że Lord i Miller pracowali wspólnie z Callahamem nad scenariuszem. W kwietniu ujawniono, że Kemp Powers i Justin K. Thompson zajmą się reżyserią razem z Santosem, a Arad i Steinberg powrócą jako producenci filmu. W grudniu wyjawiono, że film, z powodu zbyt rozbudowanego scenariusza, będzie podzielony na dwie części: Spider-Man: Across the Spider-Verse (Part One) i (Part Two). W kwietniu 2022 roku ujawniono nowe tytuły obu filmów: Spider-Man: Across the Spider-Verse i Spider-Man: Beyond the Spider-Verse. Przesunięto również premierę Across the Spider-Verse na 2 czerwca 2023 roku.

### Casting
W grudniu 2018 roku ujawniono, że Shameik Moore i Hailee Steinfeld ponownie użyczą głosów Milesowi Moralesowi i Gwen Stacy. W czerwcu 2021 roku Issa Rae dołączyła do obsady jako głos Jessiki Drew / Spider-Woman, a miesiąc później poinformowano, że Jake Johnson powróci jako Peter B. Parker. W grudniu poinformowano, że w obsadzie ponownie pojawi się Oscar Isaac jako Miguel O’Hara / Spider-Man 2099. W kwietniu 2022 roku ujawniono, że Brian Tyree Henry i Lauren Vélez powrócą jako rodzice Moralesa, a Rachel Dratch użyczy głosu szklonej doradczyni. W czerwcu poinformowano, że głosu głównemu złoczyńcy filmu użyczy Jason Schwartzman jako Spot. W tym samym miesiącu do obsady dołączyli Shea Whigham jako George Stacy i Jorma Taccone jako Vulture.

### Prace nad animacją
W listopadzie 2019 roku poinformowano, że rozpoczęto projektowanie nowych postaci do filmu; pracował nad nimi Kris Anka. W czerwcu 2020 roku ujawniono, że zaczęto prace nad animacją. Głównym animatorem został Nick Kondo.

## Muzyka
W grudniu 2020 roku poinformowano, że Daniel Pemberton skomponuje muzykę do filmu.

## Wydanie
Spider-Man: Poprzez multiwersum zadebiutował w Stanach Zjednoczonych i Polsce 2 czerwca 2023 roku. Początkowo amerykańska premiera filmu zaplanowana została na 8 kwietnia 2022 roku, a później wskutek pandemii COVID-19 przesunięto ją na 7 października, a następnie na 2023 rok.

## Odbiór

### Box office
Spider-Man: Poprzez multiwersum, przy budżecie szacowanym na 100 milionów dolarów, zarobił ponad 690 milionów, z czego ponad 380 milionów w Stanach Zjednoczonych i Kanadzie.

### Krytyka w mediach
Film spotkał się z dobrą reakcją krytyków. W serwisie Rotten Tomatoes 95% z 390 recenzji filmu uznano za pozytywne, a średnia ocen wystawionych na ich podstawie wyniosła 8,60 na 10. Na portalu Metacritic średnia ocen z 60 recenzji wyniosła 86 punktów na 100.

## Kontynuacja
W grudniu 2021 roku ujawniono, że studio pracuje nad kontynuacją, Spider-Man: Beyond the Spider-Verse.